# The Way Back Home
The Way Back Home è il secondo album in studio del musicista statunitense Vince Gill, pubblicato nel 1987.

## Tracce
1. Everybody's Sweetheart – 2:52 (Vince Gill)
2. The Way Back Home – 3:56 (Gill)
3. Cinderella – 3:36 (Reed Nielsen)
4. Let's Do Something – 3:19 (Gill, Nielsen)
5. The Radio – 4:05 (Gill, Nielsen)
6. Baby That's Tough – 3:38 (Gill, Guy Clark)
7. Losing Your Love – 4:47 (Gill, Hank DeVito, Kye Fleming)
8. It Doesn't Matter Anymore – 3:36 (Paul Anka)
9. Something's Missing – 4:30 (Gill)